# Mount A
《Mount A》는 2006년 9월 4일 12 토나르를 통해 발매한 아이슬란드의 음악가 힐뒤르 그뷔드나도티르의 첫 정규 음반이다. 로스트 인 힐뒤르니스(Lost in Hildurness)라는 이름으로 발매됐으며, 2010년 터치 뮤직이 리마스터링하여 재발매할 때는 본명을 사용했다.

## 배경 및 작업
6살때부터 첼로를 배우기 시작했던 힐뒤르 그뷔드나도티르는 10대가 됐을 때 여러 밴드에서 활동했다. 1997년 밴드 우퍼(Woofer)의 보컬을 맡았고, 2001년 여름 5인조 밴드 토나플로퀴르(아이슬란드어: Tónaflokkur)를 결성해 첼로를 연주했으며, 밴드명을 룽크(Rúnk)로 변경하고 활동을 계속했다. 2004년에는 스토르스베이트 닉스 놀테스에서 불가리아의 전통 음악을 선보였다.

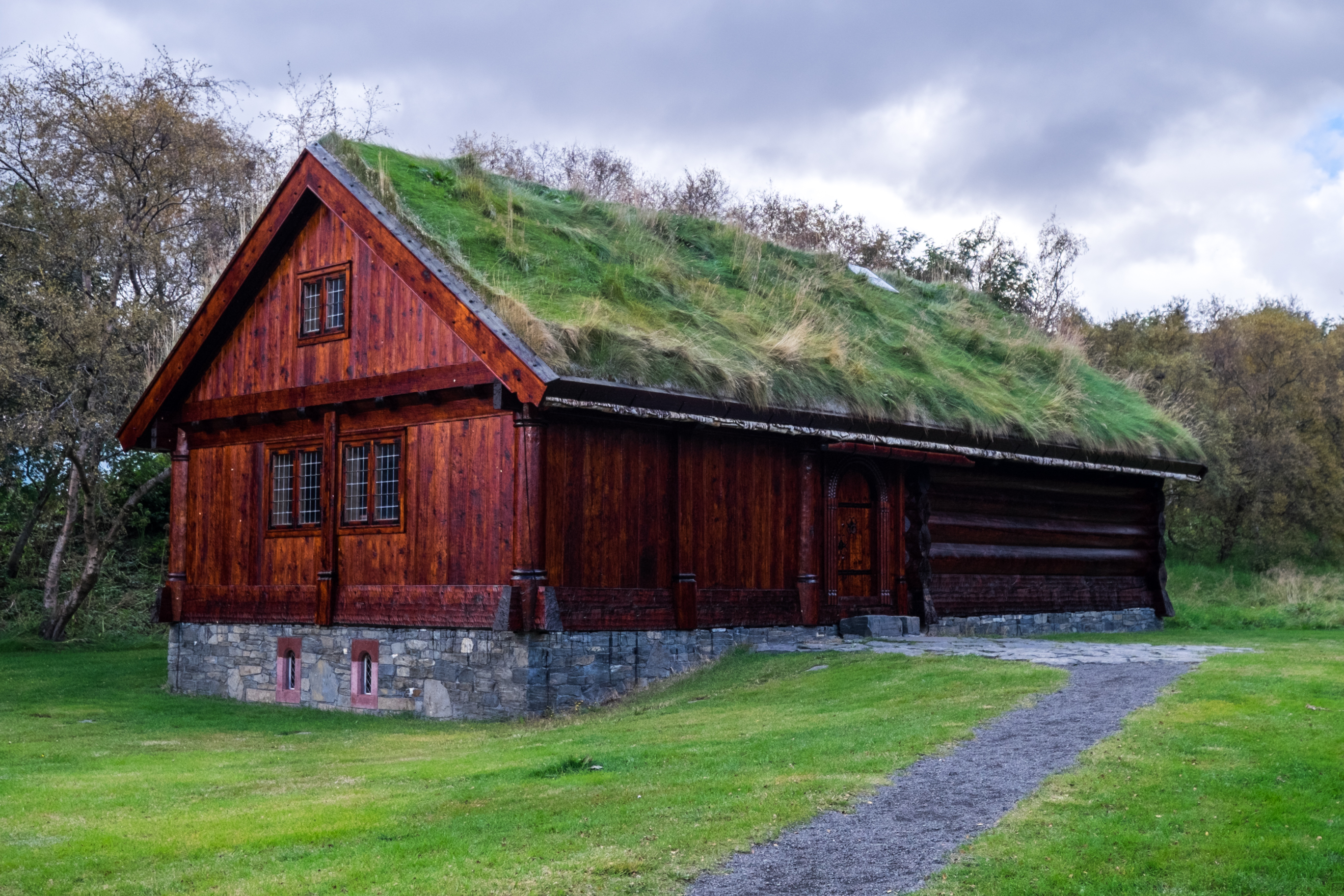
힐뒤르가 음반을 녹음한 외이뒤나르스토바의 모습.

힐뒤르는 뉴욕에 두 달 동안 체류하면서 음반의 녹음을 시작했으며, 아이슬란드로 돌아온 이후에는 아이슬란드 북부 홀라르에 위치한 외이뒤나르스토바에서 작업을 이어나갔다. 몇 주 간의 기간 동안 힐뒤르는 완전히 혼자 있으면서, 음반에서 사용된 모든 악기를 녹음했으며, 아무에게도 말을 걸지 않았다. 힐뒤르는 목재 건물이어서 첼로의 소리와 매우 잘 어울렸다고 언급했다. 녹음이 마무리된 후에는 발게이르 시귀르드손과 함께 레이캬비크의 그린하우스 스튜디오에서 믹싱을, 베를린에서 마스터링 작업을 하였다.

## 음악
올뮤직의 필 프리먼과 팝매터스의 사친 미탈은 음악을 아이슬란드에 관하여 설명했는데, 프리먼은 "아이슬란드의 산물인 북극의 황량함"을 지니고 있다고 비유했으며, 미탈은 "음반의 긴장된 분위기는 특히 아이슬란드 자체의 춥고 날 것의 극한에 맞추어져 있다"라고 보았다.

## 발매
《Mount A》는 힐뒤르의 생일인 2006년 9월 4일 12 토나르를 통해 발매됐다. 음반에서 힐뒤르는 본명 대신 로스트 인 힐뒤르니스라는 가명을 사용했는데, 이에 대해 힐뒤르는 "첫 음반을 냈을 때는 음악과 거리를 두는게 중요"했기에 가명을 따로 둔 채로 발매했다고 밝혔다. 이후 2010년 터치 뮤직에서 리마스터링 재발매를 하였을 때는 음반 표지와 함께 본명으로 변경됐다. 2020년, 도이체 그라모폰이 힐뒤르의 다른 음반과 함께 재발매하였다.

## 평가
| 전문가 평가    | 전문가 평가 |
| 평가 점수      | 평가 점수   |
| 출처           | 점수        |
| -------------- | ----------- |
| 모르귄블라디드 | [ 7 ]       |
| 올뮤직         | [ 5 ]       |
| 팝매터스       | 6/10        |

평론가들은 《Mount A》를 긍정적으로 평가했다. 와이어의 데이비드 스텁스는 음반을 "미니멀하면서도 풍부하고, 제한적인 용어를 사용하면서도 개방적이고 매우 암시적이다"라고 표현했다. 모르귄블라디드의 아틀리 볼라손은 별 세 개로 평가하며, 많은 곡들의 구성이 단조롭고, 첫 몇 초 동안의 음악이 끝까지 이어지기 때문에 작품 전체가 틀에 머물러 있다고 비판했다. 사친 미탈은 "초반의 접근이 까다롭지만 반복되는 청취로 정교함을 보여준다"라고 평했다. 필 프리먼은 "고전파를 넘고자 하는 이들에게 추천하는 꽤 아름다운 음악"이라고 요약하였다.

## 트랙 리스트
1. "Light" - 4:18
2. "Floods" - 3:29
3. "Casting" - 6:35
4. "Shadowed" - 2:22
5. "Self" - 6:37
6. "Growth" - 3:36
7. "In Gray" - 3:23
8. "My" - 2:37
9. "Reflection" - 7:31
10. "Earbraces" - 3:28
11. "You" - 10:07

### 참고 자료
- 하랄스도티르, 스테이뉜 (2002년 9월 20일). “Sprell og sprikl”. 《모르귄블라디드》 (아이슬란드어) 90 (220). 49면. 2024년 5월 5일에 원본 문서에서 보존된 문서. 2024년 5월 5일에 확인함 – Timarit.is 경유.
- 볼라손, 아틀리 (2006년 10월 16일). “Óðurinn til sellósins”. 《모르귄블라디드》 (아이슬란드어) 94 (281). 38면. 2024년 5월 5일에 원본 문서에서 보존된 문서. 2024년 5월 5일에 확인함 – Timarit.is 경유.
- 스텁스, 데이비드 (2007년 8월). “Lost In Hildurness: Mount A”. 《와이어》. 282호. 53쪽. ISSN 0952-0686.